# Josef Szombathy

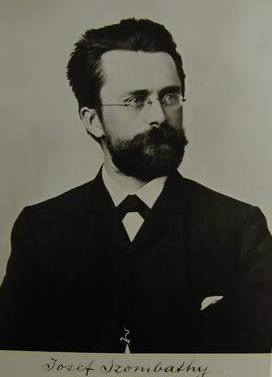
Josef Szombathy

Josef Szombathy (Wenen, 11 juni 1853 – aldaar, 9 november 1943) was een Oostenrijks archeoloog.

## Loopbaan
Szombathy was vanaf 1878 ongeveer veertig jaar werkzaam bij het Naturhistorisches Museum Wien, vanaf 1882 als hoofd van de antropologisch-prehistorische collectie. Hij werd bekend als hoofd van de expeditie die in 1908 de Venus van Willendorf vond, een beeldje van 11,1 cm hoog uit ca. 24.000-22.000 v.Chr.
- Bibliothèque nationale de France: cb10418853s (data)
- Gemeinsame Normdatei: 11739209X
- International Standard Name Identifier: 0000 0001 1680 6250
- Nationale Bibliotheek van Tsjechië: mzk2005286918
- Nederlandse Thesaurus van Auteursnamen: 171602188
- Istituto Centrale per il Catalogo Unico: PUVV355860
- Virtual International Authority File: 84626064
- WorldCat: E39PBJkdhPHhf8JJ36Mjb9CYT3